# Extended technique

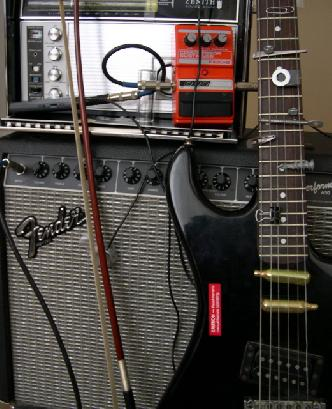
Eine präparierte Gitarre, eine Extended technique

Extended technique ist ein Begriff, der unorthodoxe oder „falsche“ Techniken beschreibt, Musikinstrumente zu spielen oder zu singen. Dazu gehören insbesondere alternative Spieltechniken wie Mehrklänge (Multiphonics), Mikrotöne, Zirkular- oder Daueratmung, das Erzeugen von Obertönen oder Geräuschen durch besondere Spieltechniken wie Flageolettgriffe, die Abänderung eines Instruments (präpariertes Klavier, präparierte Gitarre) und das Spielen eines Blasinstruments ohne Mundstück (oder mit dem Mundstück eines völlig anderen Instruments).
Eine entsprechende Erweiterung der Tonsprache wurde durch Komponisten wie Henry Cowell, George Crumb, John Cage oder Harry Partch stark vorangetrieben. Die „erweiterten“ Techniken werden besonders in experimenteller Musik, Noise und Improvisationsmusik, Elektroakustische Musik eingesetzt, manchmal und auch in der Klangkunst und in Alternative Music wie Noise-Rock (beispielsweise durch Gruppen wie Sonic Youth oder, als Pionier auf diesem Gebiet, durch Jimi Hendrix) und Elektronische Musik wie IDM.
Ursprünglich unorthodoxe Techniken können sich mit der Zeit als anerkannte Spieltechnik etablieren, so beispielsweise die Verwendung eines Bottleneck oder bestimmter Tremolotechniken beim Gitarrenspiel oder die eines Plunger-Dämpfers beim Trompetenspiel.